# Charles de Jonghe d'Ardoye
Charles Gerard Antoine Hubert Marie Ghislain de Jonghe d'Ardoye (Halle, 29 september 1907 - Ukkel, 7 april 2004) was een Belgisch volksvertegenwoordiger.

## Biografie
Burggraaf Charles de Jonghe d'Ardoye was een telg uit de familie de Jonghe d'Ardoye. Hij was de vierde van de acht kinderen van burggraaf Jean de Jonghe d'Ardoye, advocaat, volksvertegenwoordiger en gemeenteraadslid van Halle, en Isabelle t'Serstevens. Hij trouwde in 1933 in Overijse met gravin Geneviève de Marnix de Sainte-Aldegonde (1910-1984). Ze kregen twee zoons en drie dochters.
Hij promoveerde tot doctor in de rechten. Beroepshalve was hij bankier-verzekeraar bij de Fortisgroep. Hij werd er voorzitter van de raad van bestuur.
Hij was gemeenteraadslid van Halle (1932-1964). In 1946 werd hij verkozen tot CVP-volksvertegenwoordiger voor het arrondissement Brussel en vervulde dit mandaat tot in 1949.